# National Rifle Association (Reino Unido)
La National Rifle Association (NRA, en español: Asociación Nacional del Rifle) es una organización benéfica registrada en el Reino Unido fundada en 1859, 12 años antes de su National Rifle Association of America. Sus objetivos benéficos son "promover y fomentar la la puntería en todos los dominios de la Reina en interés de la defensa y la permanencia de las fuerzas voluntarias y auxiliares, navales, militares y aéreas". Los propósitos formales de la organización benéfica son promover la eficiencia de las fuerzas armadas de la Corona o la policía , bomberos y servicios de rescate o ambulancia. El National Shooting Centre en Bisley es una subsidiaria de propiedad absoluta de la asociación.